# Tantra
Tantra (sanskrt: तन्त्र »tkanje« označuje nepretrganost) ali tantrizem je katera koli izmed ezoteričnih tradicij, ki imajo korenine v pokrajinah Indije. Obstaja v hindujskih, bönpojskih, budističnih in džainističnih oblikah. Tantro lahko v njenih mnogih oblikah najdemo v Indiji, Kitajski, Japonski, Tibetu, Nepalu, Butanu, Pakistanu, Šrilanki, Koreji, Kambodži, Burmi, Indoneziji in Mongoliji. David Gordon White, medtem ko svari pred okornimi definicijami te protejske prakse, ponuja sledečo definicijo:
»Tantra je azijski korpus veroizpovedi in praks, ki na ustvarjalne in svobodne načine poskušajo obredno prilagoditi in usmerjati energijo v človeškem mikrokozmosu. Temelji na načelu, da vesolje, kot ga doživljamo, ni nič drugega kot manifestacija božanske energije Boga, ki to vesolje ustvarja in ohranja.«

## Pregled
Robert Brown opaža, da je izraz »tantrizem« konstrukt zahodnjaških učenjakov in da:
»Tantrizem ni pojem, ki prihaja iz samega verskega sistema, čeprav je na splošno znano, da se razlikuje od vedske tradicije. Zaradi tega ga običajno obravnavajo v ločeni kategoriji.«
Tantra je, prej kot enojen nepretrgan sistem, skupek praks in idej, katerih skupne značilnosti so uporaba obredov, delo z energijami, v nekaterih primerih prestopna dejanja, uporaba posvetnega kot dostop do svetega, ter istovetenje mikrokozmosa z makrokozmosom. Tantrik koristi božansko moč, ki se pretaka po vesolju (vključno z njegovim telesom), da bi dosegel pomembne cilje. Ti cilji so lahko duhovni ali posvetni.
Mistična izkušnja ali vodstvo guruja se tantrikom zdi nujno. Pri delu z energijami si tantrik pomaga z raznimi orodji. Ta vključujejo jogo, ki vzpodbudi procese, ki aspiranta povežejo z božanskim. Pomembne so tudi vizualizacije božanstva ter verbalizacije ali evokacije s pomočjo manter, zasnovanih kot orodje za klicanje moči v bitje. Izvajalci tantre uprizarjajo istovetenje z izbranim božanstvom ~ pogosto se popolnoma enačijo z božanstvom, saj aspiranti »postanejo« božanstvo ali Išta-Devata. Na Kitajskem se tantra imenuje Mizong ("skrivni nauk"). Kitajska tantra namesto jogijskih vaj uporablja qigong, poleg nekaterih indijskih manter pa uporablja tudi kitajske mantre.

## Hindujska tantra
Tantrično tradicijo lahko obravnavamo vzporedno ali prepleteno z vedsko tradicijo. André Padoux omenja, da so tantrizem v Indiji ožigosali kot izmeček ortodoksnih vedskih nazorov. Maurice Winernitz v svojem pregledu tantrične literature poudarja, da indijska tantrična besedila niso sovražno nastrojena do ved, kljub temu pa predlagajo, da so vedski nauki prezahtevni za našo dobo ter da se zato v vedah razkrivajo lažje doktrine in kulti, primernejši za naš čas. Nekateri pravoverni brahmani, ki sprejemajo avtoriteto ved, zavračajo veljavnost tanter. N. N. Bhattacharyya razlaga:
Čeprav so kasnejši tantrični pisci hoteli osnovati svoje doktrine na Vedah, raziskovalci opažajo, da so imeli ortodoksni pristaši Ved vedno odklonilen odnos do tantre ter da so poudarjali njen anti-vedski značaj.
V nasprotju s tem odnosom, sodobni avtor, Swami Nikhilananda, piše ne le o tesni sorodnosti tantre z Vedami, temveč tudi, da se v razvoju tantrične misli kažejo vplivi upanišad, puran in joge.
Tantre se, med drugim, nahajajo v tradicijah kot so šivaizem (šaiva), višnuizem (vaišnava), ganapatja, in šaktizem. Tantrična besedila so v posameznih tradicijah označena kot šaiva Āgama, vaišnava Pāñcarātra Saṃhitā, in šakta tantre. Kljub temu med temi besedili ni strogega ločevanja, v praktičnih primerih pa se za to vrsto besedil uporablja kar beseda »tantra«.

### Evolucija in involucija
Po tantri sodeč ima bit-zavest-blaženost ali satčitananda sposobnost samoevolucije in samoinvolucije. Prakriti ali »resničnost« se razvije v mnogoterost bitij ter stvari, a še vedno, istočasno, ostaja čista zavest, bit in blaženost. V tem procesu evolucije maja skrije resničnost ter jo loči v nasprotja, kot na primer zavest in nezavest, prijetno in neprijetno in tako dalje. Ti odločilni pogoji posameznika (dživa) vežejo, omejujejo in ovirajo, če jih ne prepozna in premaga.
V tej relativni dimenziji Šivo in Šakti zaznavamo kot ločena. Kljub temu pa v tantri, celo v stanju evolucije, resničnost ostaja čista zavest, bit in blaženost, čeprav tantra ne zanika dejanja ali dejstva evolucije. Pravzaprav, tantra trdi, da sta tako evolucija sveta kot posamezna dživa sami po sebi Resnični. V tem pogledu se tantra razlikuje od čistega dualizma kot tudi od splošno sprejetega nedualizma vedante.
Evolucija ali »izhodni tok« je le ena polovica delovanja maje. Involucija ali »povratni tok« vrne dživo nazaj k viru ali koreninam Resničnosti, ki odkriva neskončnost. Tantra naj bi učila metodo spreminjanja »izhodnega toka« v »povratni tok«, ki preoblikuje okove maje v to, kar »osvobaja«. Ta pogled poudarja dve maksimi tantre: »človeka mora povzdigniti to, kar ga potolče« in »strup, ki ubija postane eliksir življenja, ko ga uporablja modrec«.

### Metoda
Tantrična metoda zagovarja prečiščevanje, ne pa negiranje relativne resničnosti. Metoda sublimacije je sestavljena iz treh faz: očiščevanje, oplemenitenje in »ponovna zagotovitev identitete na ravni čiste zavesti."

## Obredni običaji
Zaradi širokega spektra raznih tantričnih skupnosti je izjemno težko dokončno opisati tantrične običaje. Avalon (1918) kljub temu predlaga uporabno delitev »običajnega obreda« ter »svetega obreda«.

### Običajni obred
Običajni obredi zaradi raznolikosti posameznih tantričnih skupin in posameznikov zaobjemajo številne običaje in prakse. Običajni obred ali pudža lahko vključuje kateregakoli od sledečih elementov:

#### Mantra in jantra
Tako kot v drugih hindujskih in budističnih jogijskih tradicijah, mantra in jantra tudi v tantri igrata pomembno vlogo. Mantre in jantre so orodja za klicanje določenih hindujskih božanstev, kot sta na primer Šiva in Kali. Pudža lahko na podoben način vključuje osredotočanje na jantro ali mandalo, povezano s pripadajočim božanstvom.

#### Istovetenje z božanstvi
Ker je tantra proizvod zgodnje hindujsko-vedske filozofije, sprejema hindujske bogove in boginje, še posebej Šivo in Šakti, skupaj z advaita filozofijo, ki pravi, da oba predstavljata en pol najvišjega Para Šive ali Brahmana. Ta božanstva lahko častimo z zunanjimi obredi (cvetje, kadila in druge daritve) ali pa z notranjimi rituali, kjer se pojavljajo kot atributi meditacije na Išta-Devato. Tantrik si predstavlja samega sebe kot božanstvo ali pa izkusi daršan (vizijo) božanstva.

### Skrivni obred
Skrivni obred je lahko sestavljen iz kateregakoli ali vseh elementov običajnega obreda, ki se pojavljajo v nespremenjeni obliki ali pa jih tantriki zamenjajo z drugimi čutnimi obredi in temami, kot na primer pojedina (hrana), koitus (spolnost, ustvarjenje), pokopališča in grobnice (smrt, prehod) ter odvajanje blata, uriniranje in bruhanje (propad, odpadki, preporod, plodnost). Prav zaradi teh čutnih obredov je Heinrich Zimmer tantri pripisal pozitiven odnos do sveta:
»V tantri je prisoten pozitiven odnos ... odnos do sveta je pozitiven ... Človek [sic] se mora približati na naraven način, ne pa z zavračanjem narave.«
V Avalonovi knjigi Sakti and Sakta (1918), Poglavje 27: The Pañcatattva (The Secret Ritual), avtor trdi, da skrivni obred (ki ga imenuje pančatattva), čakrapudža in pančamakara obsegajo:
Čaščenje s pačatattvo se običajno odvija v čakri ali krogu, sestavljenem iz moških in žensk ... šakti [ali ženska udeleženka] sedi v krogu, na sadhakovi [moški udeleženec] levi strani. Ta obred se imenuje čakrapudža. ...Obstaja več vrst čaker, ki tantrike pripeljejo do različnih rezultatov.
V tem poglavju Avalon navaja tudi serijo variacij in zamenjav za elemente (ali tattve) pančatattve (pančamakara), ki se nahajajo v tantri. Razne tantrične tradicije zatrjujejo, da med tantričnimi petimi nektarji in mahabhuto obstaja neposredna povezava.

#### Seksualni obredi
Seksualni obredi so se v zgodnji hindujski tantri verjetno pojavili kot praktične metode za proizvajanje preobraznih telesnih tekočin. Le-te so bile namreč bistvena daritev tantričnim božanstvom. Seksualni obredi so se morda razvili tudi iz klanskih iniciacijskih ceremonij, ki so vključevale prenos spolnih tekočin. V tem obredu so moškega oplodili ali okrvavili s spolnimi izločki družice, ki so bili včasih pomešani s semenom guruja. S pomočjo ženske miline se je moški tako spremenil v sina klana (kulaputra). Tekočina klana (kuladravja) ali nektar klana (kulamrita) je iz njene maternice tekel naravno. Kasnejši razvoj tega rituala je dajal večji poudarek na blaženost božanske spojitve, ki je zamenjala bolj telesno simboliko zgodnejših oblik. Čeprav na Zahodu tantro običajno enačijo s spolnostjo, so bili sekte, ki so izvajale spolne obrede, v manjšini. V številnih tantričnih rodovih so se te maithuna prakse razvile v psihološki simbolizem.
Ko je obred izveden po vseh predpisih tantre, kulminira v veličastni izkušnji neskončnega zavedanja. Tantre navajajo, da ima spolnost tri jasne in ločene namene: oploditev, užitek in odrešitev. Ljudje, ki iščejo odrešitev, se izogibajo orgazmu v prid višji obliki zamaknjenosti, ki se pojavi pri seksualnem obredu, kjer sta partnerja prepletena v negibnem objemu. Tantriki izvajajo več priporočenih seksualnih obredov. Ti vsebujejo dovršene in zamotane pripravljalne ter očiščevalne obrede. Vsi obredi skupaj uravnovesijo ido in pingalo - energiji, ki se pretakata po pranskih kanalih subtilnih teles obeh udeležencev. Ko sta ti dve energiji v popolnem ravnovesju, se odpre sušumna nadi (kanal), kundalini pa ima tako prosto pot, da se po njem dvigne navzgor. Na koncu dvig kundalinija pripelje do samadhija, ko se osebnosti obeh udeležencev popolnoma raztopita v spojitvi s kozmično zavestjo. Tantriki to dejanje razumejo na več stopnjah. Moški in ženska sta telesno združena, kar predstavlja Šivo in Šakti, moško in žensko načelo. Onstran telesne združitve se odvija subtilno zlitje energij Šive in Šakti, kar privede do skupnega energijskega polja. Na stopnji posameznika udeleženca izkusita spojitev svojih energij Šive in Šakti.

## Zahodnjaški pogledi

### Sir John Woodroffe
Prvi zahodnjaški učenjak, ki se je preučevanja tantre lotil resno, je bil Sir John Woodroffe (1865–1936), poznan tudi pod psevdonimom Arthur Avalon. Številni ljudje ga imajo za »ustanovnega očeta tantričnih študij«. V nasprotju s predhodnimi zahodnjaškimi preučevalci je bil Woodroffe zaščitnik tantre, ki jo je branil pred njenimi mnogimi kritiki. Tantro je predstavljal kot etični filozofski sistem, ki je v soglasju z Vedami ter vedanto. Woodroffe, raziskovalec hindujskih tantričnih tradicij, je tudi sam izvajal tantro, kot jo je videl in razumel, hkrati pa je skušal ohranjati učenjaško objektivnost.

### Nadaljnji razvoj
Kasneje je vse več učenjakov začelo aktivno preiskovati tantrična učenja. Večinoma so prihajali iz študija primerjalnih verstev ter indologije; med njimi so bili tudi Agehananda Bharati, Mircea Eliade, Julius Evola, Carl Jung, Giuseppe Tucci and Heinrich Zimmer.
Po mnenju Hugha Urbana so Zimmer, Evola in Eliade tantro dojemali ko »vrhunec vse indijske misli: najbolj radikalna oblika duhovnosti ter arhaično srce prvobitne Indije« in jo imeli za idealno relegijo sodobne dobe. Vsi trije so tantro videli kot »najbolj prestopniško in silovito pot do svetega«.

### Tantra v sodobnem svetu
Tem prvim predstavitvam tantre so sledili še drugi bolj priljubljeni avtorji, kot je Joseph Campbell, ki so ponesli tantro v domišljijo ljudi zahodnega sveta. Na tantro so nekateri začeli gledati kot na »kult ekstaze«, ki združuje spolnost in duhovnost na način, ki kot blažilna sila zdravi potlačen odnos zahodnjakov do spolnosti.
Ko je tantra postajala na Zahodu vedno bolj priljubljena, je doživela veliko preobrazbo, ki je neotantro (ali »sodobno tantro«) oddaljila od izvirnih tantričnih tradicij Indije. Za mnoge sodobne bralce je postala tantra sinonim za »duhovni (ali eksotični) seks« ali pa za »sveto spolnost«, vero v preobrazbo seksa v sveto dejanje, ki je sposobno udeležence dvigniti na višje duhovne sfere. Čeprav je neotantra posvojila izrazoslovje ter številne pojme indijske tantre, pogosto prezre eno ali vse od naštetega: tradicionalno zanašanje na guruja, intenzivne meditacijske vaje in tradicionalna pravila obnašanja - tako moralna kot obredna.
Hugh Urban, avtor in kritik religije ter politike, pravi:
»Vsaj od obdobja Agehanande Bharatija dalje je bila večina Zahodnih učenjakov izjemno kritična do teh novih oblik pop tantre in neotantre. Ta »kalifornijska tantra«, kot jo imenuje Georg Feuerstein, temelji na globokem nerazumevanju tantrične poti. Njihova glavna napaka je, da zamenjujejo tantrično blaženost z običajnim orgazmičnim užitkom.«
Kasneje razlaga, da on neotantro nima za »napačno« ali »lažno«, temveč le za »drugačno interpretacijo določene zgodovinske situacije«.